# 슬류댠카

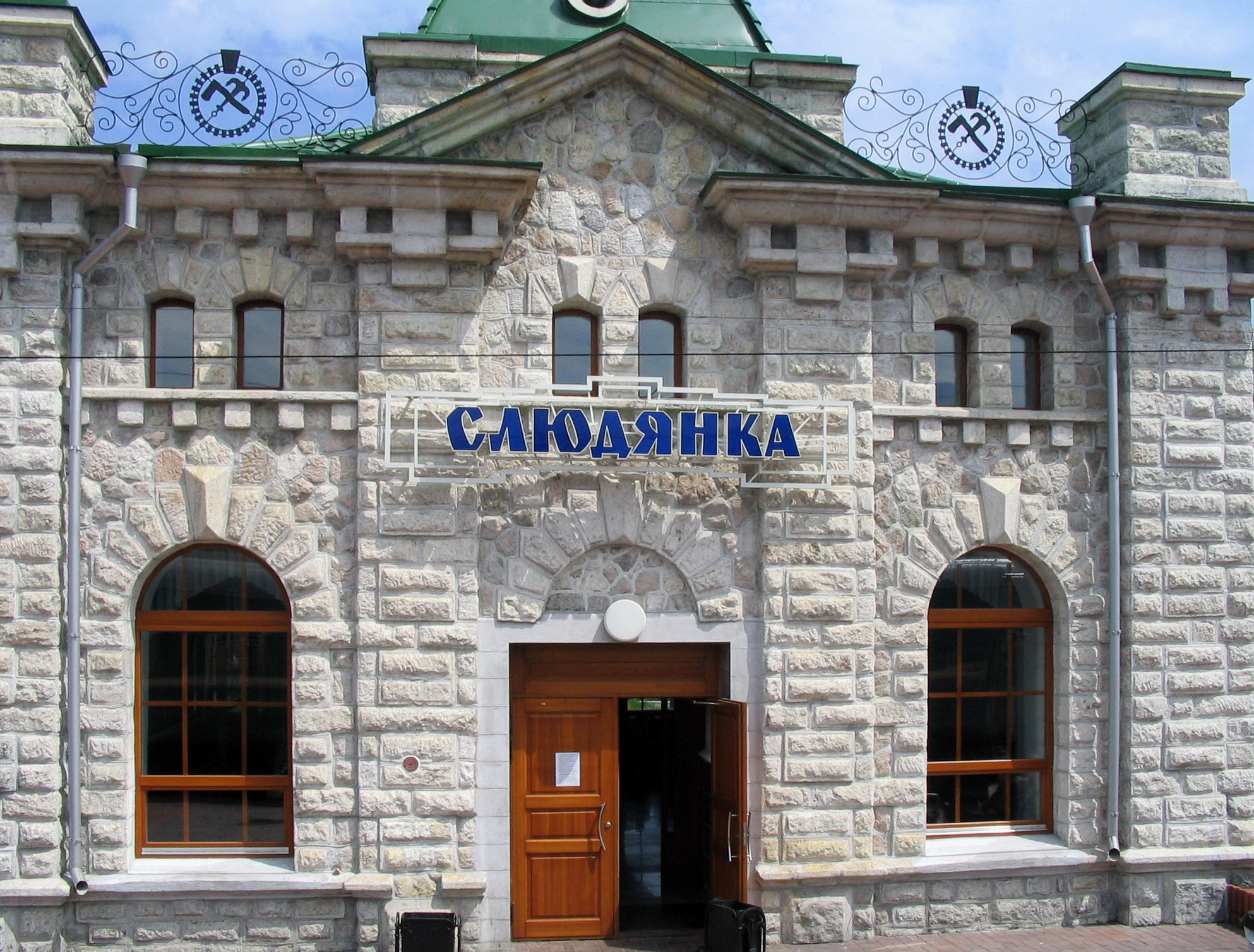
슬류댠카 역

슬류댠카(러시아어: Слюдянка)는 러시아 이르쿠츠크주 남부에 위치한 도시로, 인구는 19,118명(2002년 기준)이다. 이르쿠츠크(이르쿠츠크 주의 주도)에서 남쪽으로 약 130km 정도 떨어진 바이칼 호반에 위치한다. 1905년에 신설되면서 이 곳에 환바이칼 철도와 연계된 철도역이 들어섰고 1936년 시로 승격되었다. 도시 이름은 러시아어로 "운모"를 뜻하는 단어인 "슬류다"(Слюда)에서 유래된 이름이며 이 곳에는 많은 광물 자원이 매장되어 있다.